# Frank D. Gilroy
Frank Daniel Gilroy (* 13. Oktober 1925 in New York City, New York; † 12. September 2015 in Monroe, New York) war ein US-amerikanischer Dramatiker, Drehbuchautor und Filmregisseur.

## Leben
Aufgewachsen in Upstate New York, besuchte Frank Daniel Gilroy das Dartmouth College und machte an der Yale School of Drama seinen Abschluss. Danach machte er sich als Dramatiker und Drehbuchautor einen Namen. Sein größter Erfolg wurde 1964 sein erstes Broadway-Stück, The Subject Was Roses, das ihm einen Tony Award, einen New York Drama Critics’ Circle Award und den Pulitzer-Preis einbrachte. Eine erfolgreiche und preisgekrönte Verfilmung (unter anderem mit Martin Sheen) folgte vier Jahre später. Insgesamt verfasste Gilroy mehr als 30 Theaterstücke. Für sein Drehbuch zu Verzweifelte Menschen erhielt er auf der Berlinale 1971 den Silbernen Bären.
Aus der Ehe mit seiner Frau Ruth stammen die drei Söhne Tony, John und Dan, die ebenfalls im Filmgeschäft aktiv sind. Letzterer ist mit der Schauspielerin Rene Russo verheiratet.
2007 veröffentlichte Gilroy mit Writing for Love and/or Money seine Erinnerungen. Bereits 1993 erschienen seine Memoiren I Wake Up Screening!: Everything You Need to Know about Making Independent Films Including a Thousand Reasons Not to, die auf Tagebucheintragungen basieren und an diverse Filmdrehs erinnern.

## Filmografie
Drehbuchautor
- 1947: Kraft Television Theatre
- 1948: Studio One (Fernsehserie)
- 1953: Douglas Fairbanks, Jr., Presents (Fernsehserie)
- 1953: Kraft Television Theatre (Fernsehserie)
- 1953: The United States Steel Hour (Fernsehserie)
- 1955: Matinee Theater (Fernsehserie)
- 1956: Die erste Kugel trifft (The Fastest Gun Alive)
- 1956: Playhouse 90 (Fernsehserie)
- 1957: Have Gun – Will Travel (Fernsehserie)
- 1958: Texas John (Texas John Slaughter) (Fernsehserie)
- 1958: The Rifleman (Fernsehserie)
- 1958: Wanted: Dead or Alive (Fernsehserie)
- 1959: The Rebel (Fernsehserie)
- 1960: Der Admiral (The Gallant Hours) – Regie: Robert Montgomery
- 1961: Den Wind im Rücken (Gunfight at Sandoval) – Regie: Harry Keller
- 1961: The Dick Powell Show (Fernsehserie)
- 1968: Rosen für die Lady (The Subject Was Roses) – Regie: Ulu Grosbard
- 1969: Ko ce da spase oraca
- 1970: Das einzige Spiel in der Stadt (The Only Game in Town)
- 1971: Verzweifelte Menschen (Desperate Characters)
- 1975: The Turning Point of Jim Malloy
- 1976: Zwischen Zwölf und Drei (From Noon Till Three)
- 1977: Quitte of Dubbel
- 1978: Ein Mann, eine Frau und ein Film in Paris (Once in Paris)
- 1979: Nero Wolfe
- 1982: Jinxed!
- 1985: Sechs Jazzer im Dreivierteltakt (The Gig)
- 1989: Ein Scheusal von Millionär (The Luckiest Man in the World)
- 1994: Burke’s Law (Fernsehserie)
- 1997: Das Glück hat sieben Augen (Money Plays)

Regisseur
- 1971: Verzweifelte Menschen (Desperate Characters)
- 1975: The Turning Point of Jim Malloy
- 1976: Zwischen Zwölf und Drei (From Noon Till Three)
- 1978: Ein Mann, eine Frau und ein Film in Paris (Once in Paris)
- 1979: Nero Wolfe
- 1985: Sechs Jazzer im Dreivierteltakt (The Gig)
- 1989: Ein Scheusal von Millionär (The Luckiest Man in the World)
- 1997: Das Glück hat sieben Augen (Money Plays)